# Vem ska trösta knyttet?
Vem ska trösta knyttet? är en klassisk bilderbok från 1960, skriven och illustrerad av Tove Jansson.

## Handling
Boken handlar om ett knytt, en liten varelse som lever väldigt ensam i sitt stora hus, men i rädsla för ensamheten ger sig ut i världen. Under sin resa möter knyttet homsor, hemuler, filifjonkor, hattifnattar och en mumrik, men är för blyg för att göra sig bekant med dem. Den första halvan av knyttets resa slutar vid havets strand där han hittar tillfällig tröst och en flaskpost från det ännu ensammare skruttet, vilket gör honom modig och stark nog att ge sig ut på resan över havet, besegra den hemska Mårran och slutligen rädda skruttet. Därefter har han fått lite nytt självförtroende.

## Bearbetningar
Boken finns utgiven som musiksatt ljudsaga med musik av Peter Lundblad arrangerad av Torbjörn Eklund (1978), som tecknad film av Johan Hagelbäck (1980) samt som barnteaterpjäs.